# Bisdom Campina Grande
Het bisdom Campina Grande (Latijn: Dioecesis Campinae Grandis) is een rooms-katholiek bisdom met als zetel Campina Grande, in Brazilië. Het bisdom is suffragaan aan het aartsbisdom Paraíba.

## Geschiedenis
Het bisdom werd opgericht op 14 mei 1949, uit delen van het aartsbisdom Paraíba.

## Parochies
Het bisdom had in 2021 een oppervlakte van 19.878 km2 en telde 1.009.253 inwoners waarvan 86,9% rooms-katholiek was.

## Bisschoppen
- Anselmo Pietrulla (18 juni 1949 - 11 mei 1955)
- Otàvio Barbosa Aguiar (24 februari 1956  - 4 juli 1962)
- Manuel Pereira da Costa (23 augustus 1962 - 20 mei 1981)
- Luís Gonzaga Fernandes (9 juli 1981 - 29 augustus 2001)
- Matias Patrício de Macêdo (29 augustus 2001 - 26 november 2003; coadjutor sinds 12 juli 2000)
- Jaime Vieira Rocha (16 februari 2005 - 21 december 2011)
- Manoel Delson Pedreira da Cruz (8 augustus 2012 - 8 maart 2017)
- Dulcênio Fontes de Matos (11 oktober 2017 - heden)

Paraíba (aartsbisdom) · Cajazeiras · Campina Grande · Guarabira · Patos